# Next 2 You
«Next 2 You» es el séptimo sencillo por Buckcherry, y el segundo de su tercer álbum, 15. La canción fue un éxito menor en Estados Unidos, estando en listas sólo en Mainstream Rock Tracks.

## Posicionamiento
| Lista (2008)               | Posición máxima |
| -------------------------- | --------------- |
| Hot Mainstream Rock Tracks | 18              |